# Lê Tuấn Ngạn
Lê Tuấn Ngạn (tiếng Trung: 黎俊彥, ? - ?) là một quan đại thần triều Lê sơ.

## Tiểu sử
Hành trạng của Lê Tuấn Ngạn được lưu rất ít trong sử ký, mà chủ yếu là Toàn thư bản kỷ quyển III - IV. Tuy nhiên, ông có để lại một số bài văn bi đề danh tiến sĩ tại Văn miếu Hà Nội.
Lê Tuấn Ngạn có nguyên quán tại xã Vĩnh Lộc, huyện Tế Giang, phủ Khoái Châu, thừa tuyên Sơn Nam (nay là huyện Văn Giang, tỉnh Hưng Yên) nhưng trú quán tại xã Ngọc Bộ (nay là xã Long Hưng). Ông đỗ hội nguyên, Đệ tam giáp đồng Tiến sĩ xuất thân khoa thi Nhâm Thìn, niên hiệu Hồng Đức thứ 3 (1472). Quan thăng tới hàm thượng thư, sau được cử đi sứ Đại Minh năm 1495. Vào năm 1499, Lê Tuấn Ngạn lại được bổ làm khảo quan Điện thí, chức Hàn Lâm viện Thị giảng Tham chưởng Hàn Lâm viện sự.
Hiện chưa rõ Lê Tuấn Ngạn sinh thác năm nào.